# Angelo Raffaele Manca
Angelo Raffaele Manca (Bitti, 19 giugno 1943 – Sassari, 8 maggio 2023) è stato un politico italiano.

## Biografia
Esponente del Partito Comunista Italiano, dal 1970 al 1992 fu sindaco di Norbello.
Nel 1991 aderì al Partito Democratico della Sinistra e alle politiche del 1994 fu eletto alla Camera col sostegno dei Progressisti, avendo prevalso nel collegio uninominale di Macomer col 32,53% dei voti.
Terminò il mandato parlamentare nel 1994 e dal 1995 al 2000 fu consigliere comunale a Norbello.